# Équipe de Saint-Vincent-et-les-Grenadines de rugby à XV
L'équipe de Saint-Vincent-et-les-Grenadines de rugby à XV rassemble les meilleurs joueurs de rugby à XV de Saint-Vincent-et-les-Grenadines, est membre de la NACRA et joue actuellement dans le Championnat des Caraïbes de rugby. Elle ne s'est pas encore qualifiée pour disputer une Coupe du monde mais elle a participé au dernier tournoi qualificatif.

## Histoire
Saint-Vincent-et-les-Grenadines prend part au tournoi des Amériques qualificatif pour la Coupe du monde de rugby à XV 2007 en France.
En match préliminaire, elle perd 36-25 contre Sainte-Lucie et arrête là son parcours.
Saint-Vincent-et-les-Grenadines prend part au tour préliminaire du championnat des Caraïbes 2008 dont les épreuves finales se tiennent aux îles Caïman.
Le 27 mars 2008, elle perd à domicile 7-47 face à l'équipe du Mexique et n'est ainsi pas qualifiée pour la Coupe du monde de rugby à XV 2011.
L'équipe de Saint-vincent-et-les-Grenadines est classée à la 84e place au classement IRB du 05/11/12.

## Palmarès
- Coupe du monde
  - 1987 : pas invité
  - 1991 : pas concouru
  - 1995 : pas concouru
  - 1999 : pas concouru
  - 2003 : pas concouru
  - 2007 : pas qualifié
  - 2011 : pas qualifié
  - 2015 : pas qualifié